# لوران فینیون
لوران پاتریک فینیون (تلفظ فرانسوی: [loʁɑ̃ fiɲɔ̃]؛ ۱۲ اوت ۱۹۶۰–۳۱ اوت ۲۰۱۰) رکابزن حرفه‌ای فرانسوی بود که در رشتهٔ دوچرخه‌سواری جاده فعالیت می‌کرد. او توانست دو بار در سال‌های ۱۹۸۳ و ۱۹۸۴ برندهٔ تور دو فرانس و یک بار در سال ۱۹۸۹ برندهٔ جیرو دیتالیا شود. همچنین در تور دو فرانس ۱۹۸۹ با فاصلهٔ ۸ ثانیه با گرگ لوموند، دوم شد. این فاصله، کمترین اختلاف برای تعیین برنده در تاریخ تور دو فرانس بوده‌است. فینیون در مسابقات کلاسیک بسیاری نیز پیروز شد. از جمله دو بار پیاپی برندهٔ میلان–سانرمو شد. فینیون در سال ۲۰۱۰ بر اثر سرطان درگذشت.

## آغاز زندگی و فعالیت آماتور
فینیون در مون‌مارتر پاریس زاده شد. خانوادهٔ او در سال ۱۹۶۳ به تورنان ان بری نقل مکان کردند و او تا ۲۳ سالگی در آنجا زندگی کرد.
فینیون نخست در ورزش فوتبال فعالیت داشت و برای تیم منطقهٔ خود بازی می‌کرد. دوستانش او را به دوچرخه‌سواری تشویق کردند و نخستین مسابقهٔ رسمی خود را در سال ۱۹۷۶ انجام داد و در آن برنده شد. والدین فینیون تمایلی به مسابقه دادن او نداشتند و بدون اطلاع آنان مسابقه می‌داد. او در سه سال نخست دوچرخه‌سواری خود در ۱۸ مسابقه از ۳۶ مسابقه‌ای که شرکت کرد، برنده شد. والدین فینیون به او اجازهٔ مسابقه دادند؛ ولی ترجیح می‌دادند که تحصیل خود را ادامه دهد. فینیون وارد دانشگاه ویلتانز شد تا در رشتهٔ علوم ساخت و مواد به تحصیل بپردازد. او علاقه‌ای به رشتهٔ تحصیلی خود نداشت و دانشجویی بی‌تفاوت بود. او به پدر و مادر خود گفت دانشگاه را ترک می‌کند که در پایان سال به ارتش بپیوندد تا خدمت سربازی خود را انجام دهد. او به گردان ژوانویل فرستاده شد که از نظر فعالیت ورزشی شهرت داشت. پس از آن، فینیون اطمینان یافت که فعالیت حرفه‌ای خود را دنبال کند.
در سال ۱۹۸۱ فینیون در تور کرس در کنار رکابزنان حرفه‌ای رکاب زد. او تلاش کرد برنار اینو را که جزء برترین دوچرخه‌سواران حرفه‌ای بود دنبال کند و در بیشتر مدت مسابقه، موفق بود. چند روز بعد، سیریل گیمار او را در مسابقهٔ کشوری تایم تریل دید و در ماه مه، به او پیشنهاد داد که از سال آینده، به تیم حرفه‌ایش رنو-الف-ژیتان بپیوندد. فینیون در سال ۱۹۸۲ به تیم پیوست.

## فعالیت حرفه‌ای

### نخستین فصل حرفه‌ای (۱۹۸۲)
در سال ۱۹۸۲ فینیون در جیرو دیتالیا شرکت کرد. او در مرحلهٔ دوم فرار کرد و رهبر مسابقه شد؛ ولی در مرحلهٔ بعد، آن را از دست داد. البته فینیون مورداعتمادترین هم‌تیمی اینو در مسیرهای کوهستانی بود. در مسابقهٔ پاریس-تور فرار کرد و فاصله‌ای ۴۰ ثانیه‌ای پدیدآورد؛ تا این که دستهٔ دوچرخه‌اش شکست.

### نخستین پیروزی در تور (۱۹۸۳)
در سال ۱۹۸۳، فینیون جزء گروهی بود که به برنار اینو کمک کرد تا برندهٔ ووئلتا اسپانیای ۱۹۸۳ شود. گیمار تمایلی به فرستادن فینیون به تور دو فرانس نداشت؛ زیرا گمان می‌کرد دو گرند تور برای رکابزن ۲۲ ساله سنگین باشد. هنگامی که اینو اعلام کرد به دلیل مصدومیت در تور شرکت نمی‌کند، تیم رنو بدون رهبر ماند. فینیون به فهرست انتخابی تیم برای تور افزوده شد و هدف تیم، کسب پیروزی در مراحل و رقابت فینیون یا مارک مادیو در رده‌بندی رکابزن جوان بود. پس از مرحلهٔ نهم که نخستین مرحلهٔ کوهستانی بود، فینیون به رتبهٔ دوم پشت سر پاسکال سیمون رسید و اجازه یافت که رهبر تیم باشد. در مرحلهٔ دهم، سیمون زمین‌خورد و کتفش شکست. او شش مرحلهٔ دیگر نیز مقاومت کرد و در صدر رده‌بندی اصلی ماند؛ ولی در مرحلهٔ ۱۷ تسلیم شد و فینیون به رهبری مسابقه رسید. او توانست در مراحل بعدی از رهبری خود دفاع کند و با پیروزی در تایم تریل انفرادی مرحلهٔ ۲۱، فاصلهٔ خود با سایر رقیبان را افزایش داد. فینیون توانست در سن ۲۲ سالگی برندهٔ تور دو فرانس شود و به جوان‌ترین برندهٔ تور از سال ۱۹۳۳ تبدیل شود.
فینیون جزء معدود دوچرخه‌سوارانی بود که آزمون مدرک باکالوریا را گذرانده‌بود. این مزیت و نیز زدن عینک گرد، باعث شد که به او لقب پروفسور داده شود.

### دومین پیروزی در تور (۱۹۸۴)
در سال ۱۹۸۴ اینو راهی تیم تازه‌تأسیس لا وی کلر شد. فینیون در تیم رنو ماند و رهبر تیم شد. در جیرو دیتالیای ۱۹۸۴ فینیون تا اواخر مسابقه، رهبر بود و فرانچسکو موزر ایتالیایی او را تعقیب می‌کرد. مرتفع‌ترین مرحلهٔ کوهستانی که می‌توانست به افزایش برتری فینیون کمک کند، به دلیل مساعد نبودن هوا لغو شد. در تایم تریل مرحلهٔ آخر نیز بالگردهای فیلم‌برداری پیش روی فینیون و پشت سر موزر حرکت می‌کردند تا باد موافق برای موزر و باد مخالف برای فینیون ایجاد کنند. علی‌رغم تلاش فینیون، بالگرد از مسیر او خارج نشد و در پایان، موزر توانست زمان کافی برای رسیدن به صدر رده‌بندی به دست آورد و فینیون به رتبهٔ دوم سقوط کرد.
تور دو فرانس ۱۹۸۴ نبردی میان فینیون و اینو بود. اینو برندهٔ پرولوگ شد؛ ولی پس از پیروزی تیم رنو در تایم تریل تیمی مرحلهٔ سوم، فینیون بالاتر از اینو قرار گرفت. یک فرار بزرگ سه‌نفره در مرحلهٔ پنجم باعث شد که ونسان بارتو (هم‌تیمی فینیون) به رهبری تور برسد. در تایم تریل انفرادی مرحلهٔ هفتم فینیون پیروز شد و فاصله‌اش با اینو را به بیش از یک دقیقه رساند. بارتو همچنان رهبر مسابقه بود و بیش از ۱۰ دقیقه برتری نسبت به فینیون را تا مرحلهٔ ۱۵ حفظ کرد.
در تایم تریل مرحلهٔ ۱۶ فینیون به پیروزی رسید و دوباره فاصلهٔ خود با اینو را افزایش داد. در سربالایی ماقبل آخر مرحلهٔ ۱۷ اینو پنج بار حمله کرد؛ ولی فینیون هر بار توانست خود را به او برساند. سپس فینیون حمله کرد و اینو را پشت سر گذاشت تا با اختلاف بیش از ۳ دقیقه با او، مرحله را در رتبهٔ دوم به پایان رساند و پیراهن طلایی را به دست آورد. او در سه مرحلهٔ دیگر نیز پیروز شد و برتری خود نسبت به اینو را به بیش از ۱۰ دقیقه رساند تا دومین قهرمانی خود در تور دو فرانس را به دست آورد.

### سال‌های مصدومیت (۱۹۸۵ و ۱۹۸۶)
مصدومیت زانو باعث شد که فینیون فصل ۱۹۸۵ را از دست دهد. در فصل بعد، برندهٔ لافلش والونی شد و در تور دو فرانس ۱۹۸۶ شرکت کرد؛ ولی در تایم تریل انفرادی نخست، نتیجهٔ خوبی به دست نیاورد و در مرحلهٔ ۱۲ از ادامهٔ مسابقه انصراف داد.

### بازگشت به اوج (۱۹۸۷ و ۱۹۸۸)
فینیون توانست در سال ۱۹۸۷ دوباره به اوج خود نزدیک شود. او در ووئلتا اسپانیای ۱۹۸۷ سوم شد. تور دو فرانس ۱۹۸۷ را نیز با رتبهٔ ۷ به پایان رساند و در یک مرحله پیروز شد. در سال ۱۹۸۸، برندهٔ میلان–سانرمو شد؛ ولی نتوانست تور را به پایان رساند.

### شکست به فاصلهٔ ۸ ثانیه (۱۹۸۹)

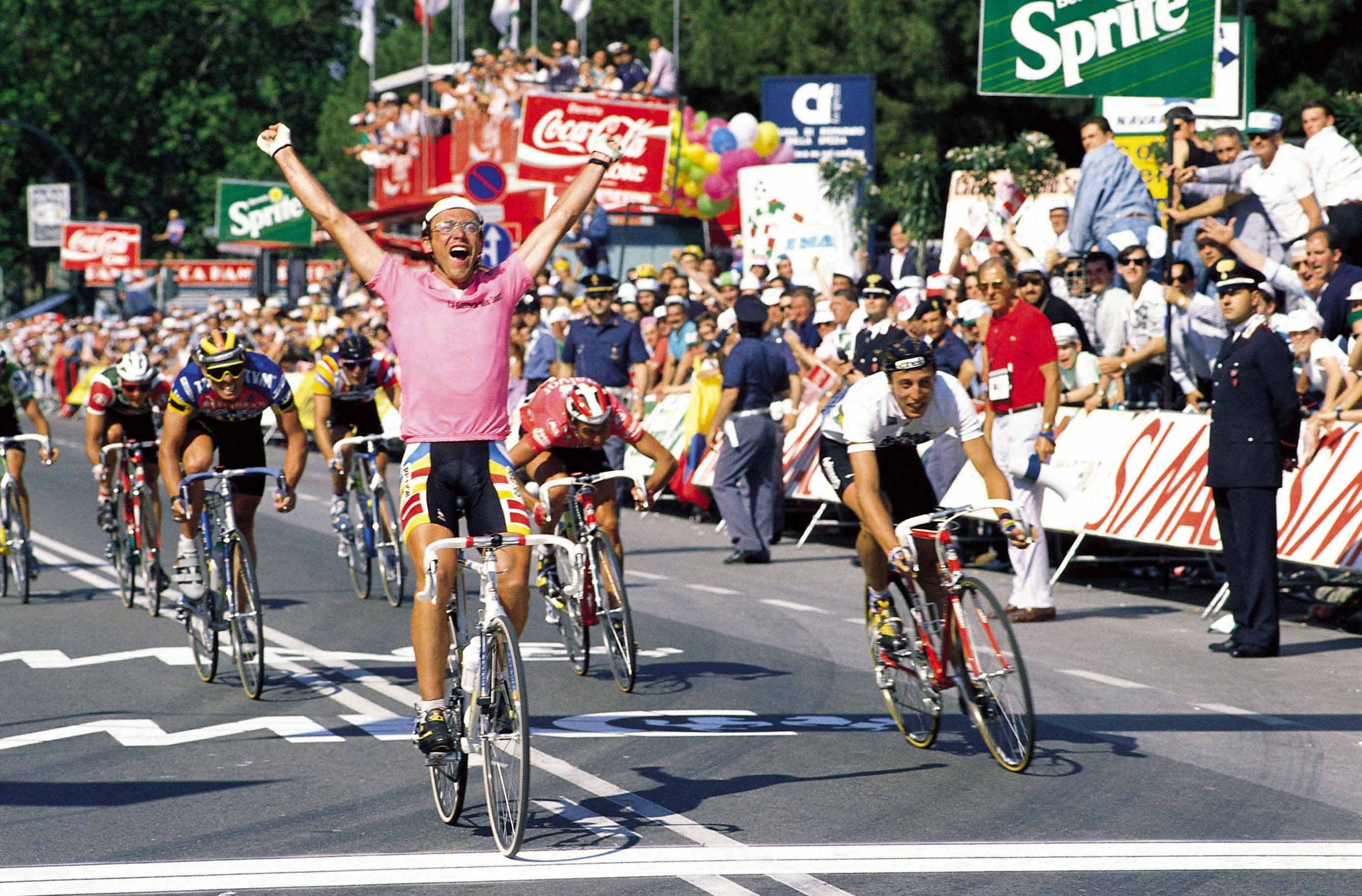
لوران فینیون، مائوریتسیو فوندریست را پشت سر می‌گذارد تا برندهٔ مرحلهٔ ۲۰ جیرو دیتالیای ۱۹۸۹ شود.

در سال ۱۹۸۹، فینیون برندهٔ میلان–سانرمو شد. همچنین در جیرو دیتالیا رهبری مسابقه را در پایان مرحلهٔ ۱۴ به دست گرفت و آن را تا پایان حفظ کرد تا تنها قهرمانی خود در جیرو دیتالیا را به دست آورد. در تور دو فرانس ۱۹۸۹، پدرو دلگادو مدافع عنوان قهرمانی و بخت نخست بود. لوران فینیون، استیفن روچ و اریک برویکینک، سایر بخت‌های قهرمانی بودند. دلگادو پرولوگ را نزدیک به ۳ دقیقه دیرتر از زمان مقرر آغاز کرد و زمان زیادی را از دست داد. گرگ لوموند با تجهیزات جدید خود در تایم تریل مرحلهٔ ۵ پیروز شد و پیراهن طلایی را به تن کرد. فینیون نیز با اختلاف ۵ ثانیه دوم بود. در مرحلهٔ ۱۰ فینیون ۱۲ ثانیه زودتر از لوموند از خط پایان گذشت و با برتری ۷ ثانیه‌ای نسبت به او رهبر تور شد. لوموند توانست تایم تریل انفرادی مرحلهٔ ۱۵ را سریع‌تر از فینیون طی کند و دوباره رهبری مسابقه را با اختلاف ۴۰ ثانیه به دست آورد. فینیون در آلپ دوئز (مرحلهٔ ۱۷) لوموند را پشت سر گذاشت و دوباره در صدر قرار گرفت. پیروزی فینیون در مرحلهٔ بعد باعث شد که فاصله‌اش با لوموند به ۵۰ ثانیه برسد. مرحلهٔ پایانی تایم تریل انفرادی به مسافت ۲۴٫۵ کیلومتر بود و انتظار نمی‌رفت که لوموند بتواند فاصله‌اش با فینیون را جبران کند. از این رو، روزنامه‌های فرانسوی آمادهٔ انتشار نسخهٔ ویژهٔ خود برای قهرمانی فینیون بودند. فینیون که دچار درد زینی شده‌بود، نتوانست در شب پیش از این مرحله بخوابد. برخلاف انتظارات، لوموند بهترین نمایش خود را ارائه داد و مسیر را ۵۸ ثانیه سریع‌تر از فینیون طی کرد. لوموند توانست هشت ثانیه از فینیون پیش بیفتد و برندهٔ تور دو فرانس ۱۹۸۹ شود.

### سال‌های پایانی (۱۹۹۰–۱۹۹۳)
فینیون از تور ۱۹۹۰ کناره‌گیری کرد؛ ولی در تور ۱۹۹۱ ششم شد. پس از آن به تیم ایتالیایی گاتوراده پیوست تا سرگروه مشترک با جانی بونو باشد. پس از جیرو دیتالیای ۱۹۹۲ که فینیون مشکل زیادی در مراحل کوهستانی داشت، در همان سال در آخرین تور خود شرکت کرد و آن را با رتبهٔ ۲۳ به پایان رساند. او توانست در مرحلهٔ ۱۱ تور ۱۹۹۲، نهمین پیروزی خود در مراحل تور دو فرانس را کسب کند. آخرین پیروزی فینیون در مسابقات حرفه‌ای در روتا مکزیکو در آغاز فصل ۱۹۹۳ به دست آمد. او در اواخر فصل ۱۹۹۳ بازنشسته شد.

## دوپینگ
در جایزه بزرگ والونی در سال ۱۹۸۷ که فینیون سوم شده‌بود، نمونهٔ دوپینگ او به دلیل وجود آمفتامین مثبت شد و از نتایج پایانی خارج شد. البته او در خودزندگی‌نامه‌اش ادعا کرد که مثبت شدن نمونه‌اش به دلیل اختلاف تجاری میان دو شرکت بلیکی بوده‌است.
برای دومین بار، در جایزه بزرگ لیبراسیون در ۱۷ سپتامبر ۱۹۸۹ دوپینگ فینیون به دلیل مصرف آمفتامین اعلام شد.
فینیون در خودزندگی‌نامه‌اش به مصرف داروهای تفریحی و محرک‌ها در دههٔ ۱۹۸۰ اعتراف کرد. از نظر او این کار رایج بود و اثر چندانی روی عملکرد رکابزنان نداشت. او به تغییرات رخ داده در آغاز دههٔ ۱۹۹۰ اشاره کرد که شامل استفادهٔ گسترده از هورمون رشد انسانی و اریتروپوئیتین بود. فینیون بیان کرد که او مخالف مصرف هورمون برای بهبود عملکرد بوده‌است. او در سال ۱۹۹۳ بازنشسته شد، زیرا باور داشت که دوچرخه‌سواری تغییر کرده‌است و او جایی در آن ندارد.

## پس از بازنشستگی
در سال ۱۹۹۵، سازمان لوران فینیون را بنیان‌گذاری کرد تا مسابقاتی از جمله پاریس–نیس (از ۲۰۰۰ تا ۲۰۰۲) را برگزار کند.
فینیون یک خودزندگی‌نامه با عنوان «جوان و بی‌خیال بودیم» (Nous étions jeunes et insouciants) نوشت که در ژوئن ۲۰۰۹ منتشر شد.

## مرگ
فینیون در ژوئن ۲۰۰۹ ابتلای خود به متاستاز سرطان را اعلام کرد. در آوریل ۲۰۰۹ پس از یافت شدن تومورهای متاستازی در دستگاه گوارش فینیون، سرطان او تشخیص داده شد.
در ژانویهٔ ۲۰۱۰ پزشکان منشأ سرطان را در ریه‌های او یافتند. فینیون در ۳۱ اوت ۲۰۱۰ در بیمارستان پیتی-سالپتریر درگذشت. در زمان مرگش، همسر و والدینش زنده بودند. همچنین یک پسر و یک دختر از ازدواج اول خود داشت.
مراسم خاکسپاری فینیون در ۳ سپتامبر در گورستان پر-لاشز پاریس برگزار شد و پس از آن، جنازهٔ او سوزانده شد.

## نتایج در گرند تورها
| گرند تور | ۱۹۸۲ | ۱۹۸۳ | ۱۹۸۴ | ۱۹۸۵ | ۱۹۸۶   | ۱۹۸۷ | ۱۹۸۸   | ۱۹۸۹ | ۱۹۹۰   | ۱۹۹۱   | ۱۹۹۲ | ۱۹۹۳   |
| -------- | ---- | ---- | ---- | ---- | ------ | ---- | ------ | ---- | ------ | ------ | ---- | ------ |
| ووئلتا   | -    | ۷    | -    | -    | ۷      | ۳    | -      | -    | -      | -      | -    | -      |
| جیرو     | ۱۵   | -    | ۲    | -    | -      | -    | -      | ۱    | انصراف | انصراف | ۳۷   | -      |
| تور      | -    | ۱    | ۱    | -    | انصراف | ۷    | انصراف | ۲    | انصراف | ۶      | ۲۳   | انصراف |